# Talk About a Lady
Pour plus de détails, voir Fiche technique et Distribution.
Talk About a Lady est un film américain réalisé par George Sherman, sorti en 1946.

## Fiche technique
- Titre : Talk About a Lady
- Réalisation : George Sherman
- Scénario : Richard Weil, Ted Thomas, Robert Hardy Andrews et Barry Trivers
- Photographie : Henry Freulich
- Montage : James Sweeney (en)
- Société de production : Columbia Pictures
- Pays de production : États-Unis
- Format : Noir et blanc - 1,37:1
- Genre : comédie musicale
- Durée : 71 minutes
- Date de sortie : 1946

## Distribution
- Jinx Falkenburg (en) : Janie Clark
- Forrest Tucker : Bart Manners
- Joe Besser (en) : Roly Q. Entwhistle
- Trudy Marshall : Toni Marlowe
- Richard Lane : Duke Randall
- Jimmy Little : Buffalo
- Frank Sully : Rocky Jordan
- Jack Davis (en) : Carleton Vane
- Robert Regent : Arthur Harrison
- Mira McKinney : Letitia Harrison
- Robin Raymond (en) : 'Peaches' Barkeley
- Stan Kenton : Chef d'orchestre